# Калачхані
Калачхані (перс. كلاچخاني) — село в Ірані, у дегестані Дейламан, у бахші Дейламан, шагрестані Сіяхкаль остану Ґілян. У переписі 2006 року вказане як окремий населений пункт, але без відомостей про чисельність населення.

## Клімат
Середня річна температура становить 8,95 °C, середня максимальна – 24,19 °C, а середня мінімальна – -8,76 °C. Середня річна кількість опадів – 352 мм.
| Клімат поселення                              | Клімат поселення | Клімат поселення | Клімат поселення | Клімат поселення | Клімат поселення | Клімат поселення | Клімат поселення | Клімат поселення | Клімат поселення | Клімат поселення | Клімат поселення | Клімат поселення | Клімат поселення |
| Показник                                      | Січ.             | Лют.             | Бер.             | Квіт.            | Трав.            | Черв.            | Лип.             | Серп.            | Вер.             | Жовт.            | Лист.            | Груд.            |                  |
| Середній максимум, °C                         | 3,06             | 4,02             | 6,62             | 13,14            | 18,50            | 22,84            | 24,19            | 24,18            | 20,70            | 17,26            | 11,08            | 4,94             |                  |
| Середня температура, °C                       | −2,85            | −1,89            | 0,72             | 7,23             | 12,58            | 16,94            | 19,58            | 19,57            | 16,08            | 12,65            | 6,48             | 0,33             |                  |
| Середній мінімум, °C                          | −8,76            | −7,79            | −5,18            | 1,32             | 6,70             | 11,04            | 14,97            | 14,95            | 11,47            | 8,04             | 1,87             | −4,29            |                  |
| Норма опадів, мм                              | 32               | 35               | 58               | 48               | 38               | 13               | 11               | 8                | 11               | 27               | 33               | 38               |                  |
| Середньомісячна швидкість вітру, м/с          | 2.00             | 2.42             | 2.63             | 3.10             | 2.39             | 2.17             | 2.01             | 1.90             | 1.80             | 1.85             | 2.18             | 1.92             |                  |
| Середньомісячна сонячна радіація, кДж/м²·день | 7765             | 10200            | 12744            | 16891            | 20726            | 23624            | 23417            | 20569            | 17630            | 12795            | 9433             | 7436             |                  |
| --------------------------------------------- | ---------------- | ---------------- | ---------------- | ---------------- | ---------------- | ---------------- | ---------------- | ---------------- | ---------------- | ---------------- | ---------------- | ---------------- | ---------------- |
| Джерело:                                      |                  |                  |                  |                  |                  |                  |                  |                  |                  |                  |                  |                  |                  |